# Журовички
Журовички (пол. Żurawiczki) — село на Закерзонні в Польщі, у гміні Заріччя Переворського повіту Підкарпатського воєводства.
Населення — 1210 осіб (2011).

## Історія
У XV ст. село називалося Журовиці (Żurowice).
У 1831 р. в селі було 12 греко-католиків, які належали до парафії Кречовичі Каньчузького деканату Перемишльської єпархії.
Відповідно до «Географічного словника Королівства Польського» в 1895 р. Журовички знаходились у Ланцутському повіті Королівства Галичини і Володимирії, складалися з трьох груп будинків: власне Журовички — 100 будинків, Кам’яниця — 50 будинків, Залісся — 50 будинків, також у фільварку було 12 будинків, загалом нараховувалося 1043 мешканці, з них 997 римо-католиків, 8 греко-католиків і 36 юдеїв. На той час унаслідок півтисячоліття латинізації та полонізації українці лівобережного Надсяння опинилися в меншості.
У міжвоєнний період село входило до ґміни Переворськ Переворського повіту Львівського воєводства, українці-грекокатолики належали до  парафії Каньчуга Лежайського деканату Перемишльської єпархії. Українці не могли протистояти антиукраїнському терору після Другої світової війни.
У 1975-1998 роках село належало до Перемишльського воєводства.

## Демографія
Демографічна структура станом на 31 березня 2011 року:
|          | Загалом | Допрацездатний вік | Працездатний вік | Постпрацездатний вік |
| -------- | ------- | ------------------ | ---------------- | -------------------- |
| Чоловіки | 617     | 130                | 415              | 72                   |
| Жінки    | 593     | 122                | 335              | 136                  |
| Разом    | 1210    | 252                | 750              | 208                  |